# Saúl González Real
Saúl González Real (Madrid, 10 de octubre de 1990), más conocido como Saúl González, es un exfutbolista español que jugaba en la posición de defensa. Actualmente ocupa el puesto de director deportivo en la U. D. San Sebastián de los Reyes de la Segunda Federación.

## Clubes
| Club                          | País   | Año       |
| ----------------------------- | ------ | --------- |
| Antequera CF                  | España | 2009-2010 |
| CD Puerta Bonita              | España | 2010-2012 |
| UD San Sebastián de los Reyes | España | 2012-2018 |
| Cultural y Deportiva Leonesa  | España | 2018-2019 |
| Marbella FC                   | España | 2019-2020 |
| Extremadura UD                | España | 2020-2021 |
| San Fernando CD               | España | 2021-2022 |
| Cultural y Deportiva Leonesa  | España | 2022-2023 |
| UD San Sebastián de los Reyes | España | 2023-2024 |